# Fərhad Acalov
Fərhad Acalov – azerski bokser, zdobywca brązowego medalu w drużynowym Pucharze Świata 2005 w Moskwie, zdobywca złotego medalu na Mistrzostwach Świata Juniorów 2000 w Budapeszcie. W roku 1997 i 1998 zdobywał srebrne medale na Mistrzostwach Europy Kadetów.

## Kariera
W lipcu 1997 zdobył srebrny medal na Mistrzostwach Europy Kadetów w Bitoli. W finale pokonał go na punkty Włoch Antonio Brillantino. Sukces powtórzył w roku 1998, zdobywając ponownie srebrny medal na tych mistrzostwach. We wrześniu 1999 był uczestnikiem Mistrzostw Europy Juniorów w Rijece. Odpadł w 1/8 finału, przegrywając z reprezentantem Rumunii Mariusem Bogheatą. W listopadzie 2000 zdobył złoty medal na Mistrzostwach Świata Juniorów w Budapeszcie. W półfinale mistrzostw pokonał na punkty Rosjanina Chabiba Ałłachwierdijewa, a w finale Słowaka Pavola Hlavačkę.
Dwukrotnie reprezentował Azerbejdżan na Mistrzostwach Świata w Boksie w roku 2001 i 2003, przegrywając pierwsze pojedynki.
W 2005 wraz z drużyną Azerbejdżanu zdobył brązowy medal w Pucharze Świata, który miał miejsce w Moskwie.